# Beaucourt-sur-l'Hallue
Beaucourt-sur-l'Hallue és un municipi francès situat al departament del Somme i a la regió dels Alts de França. L'any 2007 tenia 232 habitants.

## Demografia

### Població

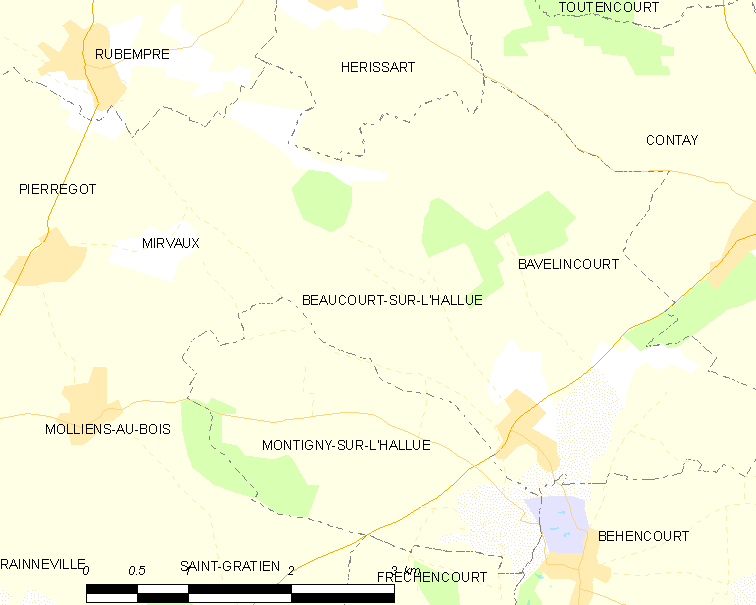

El 2007 la població de fet de Beaucourt-sur-l'Hallue era de 232 persones. Hi havia 92 famílies de les quals 28 eren unipersonals (12 homes vivint sols i 16 dones vivint soles), 24 parelles sense fills, 36 parelles amb fills i 4 famílies monoparentals amb fills.
La població ha evolucionat segons el següent gràfic:
Habitants censats

### Habitatges
El 2007 hi havia 102 habitatges, 95 eren l'habitatge principal de la família, 4 eren segones residències i 3 estaven desocupats. Tots els 102 habitatges eren cases. Dels 95 habitatges principals, 82 estaven ocupats pels seus propietaris, 12 estaven llogats i ocupats pels llogaters i 1 estava cedit a títol gratuït; 1 tenia una cambra, 5 en tenien dues, 9 en tenien tres, 32 en tenien quatre i 49 en tenien cinc o més. 91 habitatges disposaven pel capbaix d'una plaça de pàrquing. A 41 habitatges hi havia un automòbil i a 46 n'hi havia dos o més.

### Piràmide de població
La piràmide de població per edats i sexe el 2009 era:
| Homes | Edats   | Dones |
| ----- | ------- | ----- |
| 0     | 95 o +  | 0     |
| 0     | 90 a 94 | 0     |
| 4     | 85 a 89 | 4     |
| 0     | 80 a 84 | 0     |
| 8     | 75 a 79 | 4     |
| 12    | 70 a 74 | 16    |
| 4     | 65 a 69 | 12    |
| 0     | 60 a 64 | 0     |
| 4     | 55 a 59 | 8     |
| 4     | 50 a 54 | 0     |
| 12    | 45 a 49 | 16    |
| 12    | 40 a 44 | 8     |
| 8     | 35 a 39 | 12    |
| 0     | 30 a 34 | 4     |
| 8     | 25 a 29 | 0     |
| 4     | 20 a 24 | 4     |
| 8     | 15 a 19 | 12    |
| 16    | 10 a 14 | 4     |
| 12    | 5 a 9   | 0     |
| 4     | 0 a 4   | 0     |

## Economia
El 2007 la població en edat de treballar era de 144 persones, 110 eren actives i 34 eren inactives. De les 110 persones actives 103 estaven ocupades (53 homes i 50 dones) i 7 estaven aturades (3 homes i 4 dones). De les 34 persones inactives 10 estaven jubilades, 14 estaven estudiant i 10 estaven classificades com a «altres inactius».

### Ingressos
El 2009 a Beaucourt-sur-l'Hallue hi havia 100 unitats fiscals que integraven 251 persones, la mediana anual d'ingressos fiscals per persona era de 19.028 €.

### Activitats econòmiques
Dels 5 establiments que hi havia el 2007, 1 era d'una empresa alimentària i 4 d'empreses de construcció.
Dels 3 establiments de servei als particulars que hi havia el 2009, 1 era una lampisteria, 1 electricista i 1 empresa de construcció.
L'únic establiment comercial que hi havia el 2009 era una fleca.
L'any 2000 a Beaucourt-sur-l'Hallue hi havia 9 explotacions agrícoles que ocupaven un total de 384 hectàrees.

## Poblacions més properes
El següent diagrama mostra les poblacions més properes.